# 引力透镜效应
引力透镜效應（英語：gravitational lensing），根據廣義相對論，當背景光源發出的光在引力场（比如星系、星系團及黑洞）附近經過時，光線會像通過透鏡一樣發生彎曲。光线弯曲的程度主要取决于引力场的强弱。分析背景光源的扭曲，可以帮助研究中间作為“透镜”的引力场的性质。根据尺度与效果的不同，引力透镜效应可以分为强引力透镜效应和弱引力透镜效应。
Orest Khvolson（1924）和Frantisek Link（1936）被認為是第一個在論文中討論這種效應的人，但它通常與愛因斯坦聯繫在一起，因愛因斯坦在1912年對此理論進行計算，並在1936年發表了一篇關於該主題的文章。
1937年，弗里茨·茲威基（Fritz Zwicky）提出星系團可以充當引力透鏡，此說法在1979年透過觀察雙類星體QSO SBS 0957+561證實該理論的可行性。
一般从数学上来讲，面质量密度（{\displaystyle \kappa }）大于1的为强引力透镜区域，小于1的为弱引力透镜区域。在强透镜区域一般可以形成多个背景源的像，甚至圆弧（又称“爱因斯坦环”，Einstein Ring），而弱透镜区域则只产生比较小的扭曲。强透镜的方法通过对爱因斯坦环的曲率和多个像的位置的分析，可以估计测量透镜天体质量。弱透镜方法通过对大量背景源像的统计分析，可以估算大尺度范围天体质量分布，并被认为是现在宇宙学中最好的测量暗物质的方法。
1980年，天文学家观测到类星体Q0957+561发出的光在它前方的一个星系的引力作用下弯曲，形成了两个一模一样的类星体的像。这是人类第一次观察到引力透镜效应。

重力透镜效应模拟